# Djeca ljubavi
Djeca ljubavi je dvanaesti studijski album sastava Novi fosili.

## Popis pjesama
A strana
1. "Djeca ljubavi" - 3:45
(Rajko Dujmić, Nenad Ninčević)
2. "Samo navika" - 4:15
(Rajko Dujmić, Miroslav Drljača Rus)
3. "Ispod mjeseca boje trešanja" - 3:48
(Rajko Dujmić, Nenad Ninčević)
4. "Teške riječi" - 3:45
(Rajko Dujmić, Miroslav Drljača Rus)
5. "Papa RAP" - 3:55
(Rajko Dujmić, Mario Mihaljević)

B strana
1. "Pjevaju šume" - 5:30
(Rajko Dujmić)
2. "Kad budemo ja i ti 63" - 3:05
(Rajko Dujmić, Stevo Cvikić)
3. "Daj, daj, daj..." - 3:29
(Rajko Dujmić, Miroslav Drljača Rus)
4. "Marina, ne daj se" - 4:35
(Rajko Dujmić, Miroslav Drljača Rus)
5. "Rock & Roll zezanje" - 2:11
(Rajko Dujmić, Stevo Cvikić)